# Puškinskij rajon (San Pietroburgo)
Il Puškinskij rajon (in russo Пушкинский район?) è uno dei rajon in cui è suddivisa la città federale di San Pietroburgo, in Russia.